# 2022 FIFAワールドカップ
2022 FIFAワールドカップ（英: 2022 FIFA World Cup）は、2022年11月20日から12月18日にかけてカタールで開催された22回目のFIFAワールドカップ。大会スローガンは、“Now is All“（今こそがすべて）。日本の報道では「カタールW杯」などと呼ばれる。アルゼンチンが36年ぶり3回目の優勝を果たした。次回大会から出場枠が48チームに拡大するため、32チーム制の大会としては今回が最後となった。

## 開催国選定の経緯
2022年大会は当初、2018年大会と合わせてロシア、スペインとポルトガル（共同開催案）、ベルギーとオランダ（共同開催案）、イングランド、日本、韓国、アメリカ、オーストラリア、カタールの9グループが立候補を表明していた。後に2018年大会は2006年以来の欧州での開催が有力と見られることからアジア、アメリカ勢以外全てが撤退した。
2018年大会がロシアで開催されることが決定的となったため、同時に決定される2022年大会は欧州から選出されることが事実上無くなり、こうして本大会はアジアかアメリカでの開催が確実となった。

### 投票
最終プレゼンテーションは2010年12月1日にFIFA本部で行われた。12月2日にFIFA理事会（現FIFA評議会）で投票が行われ、投票の結果、開催地がカタールに決定した。これに伴い、カタールは予選免除となった（カタールは、これまでワールドカップ出場経験無しで開催国決定の段階で本大会出場を果たしていないのは日本以来であるが、自国初開催まで出場経験がなかったのは史上初の事例にもなった）。なお中東での開催は初で、アジアでの開催は2002年日韓大会以来2度目。
開催国の決定方法は、国際オリンピック委員会の五輪開催地決定投票と同じ方式で、イギリス紙のおとり取材による買収疑惑発覚で職務停止処分を受けた2理事を除く、国際サッカー連盟理事22人によってFIFA理事会（現FIFA評議会）で投票。各回ごとに過半数の国・地域が出るまで投票を繰り返し、過半数がない場合はその回の得票最下位の国・地域を次の投票から除外する方式で行われた。同数になった場合のみ、ブラッターFIFA会長の1票で決まるという方式だった。
5候補の内、最初にオーストラリアが落選しその後2回目で日本、3回目で韓国が落選となった。アメリカとカタールによる決選投票となった4回目でカタールが過半数（14票）を集め、カタールの開催が決定した。
| 2022年FIFAワールドカップ開催国投票 | 2022年FIFAワールドカップ開催国投票 | 2022年FIFAワールドカップ開催国投票 | 2022年FIFAワールドカップ開催国投票 | 2022年FIFAワールドカップ開催国投票 |
| 立候補国                           | 1回目                              | 2回目                              | 3回目                              | 4回目                              |
| ---------------------------------- | ---------------------------------- | ---------------------------------- | ---------------------------------- | ---------------------------------- |
| カタール                           | 11                                 | 10                                 | 11                                 | 14                                 |
| アメリカ合衆国                     | 3                                  | 5                                  | 6                                  | 8                                  |
| 韓国                               | 4                                  | 5                                  | 5                                  |                                    |
| 日本                               | 3                                  | 2                                  |                                    |                                    |
| オーストラリア                     | 1                                  |                                    |                                    |                                    |

## 出場国
出場は下記の全32カ国。当初は2022年3月までに全出場国が確定する予定だったが、新型コロナウイルス感染症（COVID-19）の世界的流行の影響で大陸間プレーオフが延期になったほか、2022年ロシアのウクライナ侵攻を受けてウクライナの出場した欧州プレーオフが延期になり、最終的に全出場国が決定したのは6月14日のことであった。前述の通り前回大会の開催国であったロシアは2022年ロシアのウクライナ侵攻の影響で出場禁止となり、3大会連続出場はならなかった。またウクライナ、エジプト、スウェーデン、ノルウェー、コロンビア、チリなども予選で敗退した。さらにイタリアも2大会連続で予選敗退となった。その一方でオランダ、アメリカ、ウェールズ、カナダなどが返り咲きを果たした。
このワールドカップでは、初出場がカタール(開催国)のみであり、予選を勝ち上がっての初出場は1つもなかった。
出場選手は2022 FIFAワールドカップ参加チームを参照。
| 大陸連盟 | 出場 枠数 | 予選大会        | 組 予選順位 | 出場国・地域   | 出場決定日     | 出場回数         | W杯での最高成績 | 備考           | FIFA Rank |
| -------- | --------- | --------------- | ----------- | -------------- | -------------- | ---------------- | --------------- | -------------- | --------- |
| AFC      | 1+4.5     | -               | 開催国      | カタール       | 2010年12月2日  | 初出場           | グループリーグ  |                | 50        |
| AFC      | 1+4.5     | 最終予選        | A組1位      | イラン         | 2022年1月27日  | 03大会連続06回目 | グループリーグ  |                | 20        |
| AFC      | 1+4.5     | 最終予選        | A組2位      | 韓国           | 2022年2月1日   | 10大会連続11回目 | 4位             |                | 28        |
| AFC      | 1+4.5     | 最終予選        | B組1位      | サウジアラビア | 2022年3月24日  | 02大会連続06回目 | ベスト16        |                | 51        |
| AFC      | 1+4.5     | 最終予選        | B組2位      | 日本           | 2022年3月24日  | 07大会連続07回目 | ベスト16        |                | 24        |
| AFC      | 1+4.5     | 大陸間PO        | B組3位      | オーストラリア | 2022年6月13日  | 05大会連続06回目 | ベスト16        |                | 38        |
| UEFA     | 13        | 欧州予選        | A組1位      | セルビア       | 2021年11月14日 | 02大会連続13回目 | 4位             |                | 21        |
| UEFA     | 13        | 欧州予選        | B組1位      | スペイン       | 2021年11月14日 | 12大会連続16回目 | 優勝(1)         |                | 7         |
| UEFA     | 13        | 欧州予選        | C組1位      | スイス         | 2021年11月15日 | 05大会連続12回目 | ベスト8         |                | 15        |
| UEFA     | 13        | 欧州予選        | D組1位      | フランス       | 2021年11月13日 | 07大会連続16回目 | 優勝(2)         | 前回大会優勝   | 4         |
| UEFA     | 13        | 欧州予選        | E組1位      | ベルギー       | 2021年11月13日 | 03大会連続14回目 | 3位             | 前回大会3位    | 2         |
| UEFA     | 13        | 欧州予選        | F組1位      | デンマーク     | 2021年10月12日 | 02大会連続06回目 | ベスト8         |                | 10        |
| UEFA     | 13        | 欧州予選        | G組1位      | オランダ       | 2021年11月16日 | 02大会ぶり11回目 | 準優勝          |                | 8         |
| UEFA     | 13        | 欧州予選        | H組1位      | クロアチア     | 2021年11月14日 | 03大会連続06回目 | 準優勝          | 前回大会準優勝 | 12        |
| UEFA     | 13        | 欧州予選        | I組1位      | イングランド   | 2021年11月15日 | 07大会連続16回目 | 優勝(1)         |                | 5         |
| UEFA     | 13        | 欧州予選        | J組1位      | ドイツ         | 2021年10月11日 | 18大会連続20回目 | 優勝(4)         |                | 11        |
| UEFA     | 13        | UEFA プレーオフ | パスA       | ウェールズ     | 2022年6月5日   | 16大会ぶり02回目 | ベスト8         |                | 19        |
| UEFA     | 13        | UEFA プレーオフ | パスB       | ポーランド     | 2022年3月29日  | 02大会連続09回目 | 3位             |                | 26        |
| UEFA     | 13        | UEFA プレーオフ | パスC       | ポルトガル     | 2022年3月29日  | 06大会連続08回目 | 3位             |                | 9         |
| CONMEBOL | 4.5       | 南米予選        | 1位         | ブラジル       | 2021年11月11日 | 22大会連続22回目 | 優勝(5)         |                | 1         |
| CONMEBOL | 4.5       | 南米予選        | 2位         | アルゼンチン   | 2021年11月16日 | 13大会連続18回目 | 優勝(2)         |                | 3         |
| CONMEBOL | 4.5       | 南米予選        | 3位         | ウルグアイ     | 2022年3月24日  | 04大会連続14回目 | 優勝(2)         |                | 14        |
| CONMEBOL | 4.5       | 南米予選        | 4位         | エクアドル     | 2022年3月24日  | 02大会ぶり04回目 | ベスト16        |                | 44        |
| CAF      | 5         | 最終予選        | -           | ガーナ         | 2022年3月29日  | 02大会ぶり04回目 | ベスト8         |                | 61        |
| CAF      | 5         | 最終予選        | -           | セネガル       | 2022年3月29日  | 02大会連続03回目 | ベスト8         |                | 18        |
| CAF      | 5         | 最終予選        | -           | チュニジア     | 2022年3月29日  | 02大会連続06回目 | グループリーグ  |                | 30        |
| CAF      | 5         | 最終予選        | -           | モロッコ       | 2022年3月29日  | 02大会連続06回目 | 4位             |                | 22        |
| CAF      | 5         | 最終予選        | -           | カメルーン     | 2022年3月29日  | 02大会ぶり08回目 | ベスト8         |                | 43        |
| CONCACAF | 3.5       | 最終予選        | 1位         | カナダ         | 2022年3月27日  | 09大会ぶり02回目 | グループリーグ  |                | 41        |
| CONCACAF | 3.5       | 最終予選        | 2位         | メキシコ       | 2022年3月30日  | 08大会連続17回目 | ベスト8         |                | 13        |
| CONCACAF | 3.5       | 最終予選        | 3位         | アメリカ合衆国 | 2022年3月30日  | 02大会ぶり11回目 | 3位             |                | 16        |
| CONCACAF | 3.5       | 大陸間PO        | 4位         | コスタリカ     | 2022年6月14日  | 03大会連続06回目 | ベスト8         |                | 31        |
| OFC      | 0.5       | 地区予選        | -           | 出場国無し     | -              | -                | -               | -              | -         |

1. 1 2  ユーゴスラビア王国、ユーゴスラビア、セルビア・モンテネグロ時代を含む。
2. 1 2  西ドイツ時代を含む。

- FIFA Rank欄は2022年10月6日発表のFIFAランキング。

### 出場チーム数拡大の前倒しの動き
ワールドカップ本大会には今大会までは32チームが出場するが、2026年大会からは出場チーム数が48チームに拡大することが決定されていた。しかし2018年にFIFAのインファンティーノ会長がその時期を早め、2022年大会から出場チーム数を48チームとすることを検討していることを明らかにした。これは、アルゼンチン・ブエノスアイレスで開催された南米サッカー連盟の年次総会で、南米サッカー連盟側から出場国数の拡大をFIFAのインファンティーノ会長に対して要請したものを受けてのことである。しかし、出場チーム数の増加に伴って試合数が増えるため、近隣の国の共催を検討することになる。
その後、FIFAは2018年5月に2018年6月13日にロシアのモスクワで行われるFIFA総会で出場国の拡大の前倒しについて議論することを発表した。だが、2018年6月10日に行われたFIFA評議会（旧FIFA理事会）の後にFIFAのインファンティーノ会長が、南米サッカー連盟が要望を取り下げたのに加えてカタール側からは合意されていないため、FIFA総会の議題から除外されることになった。
これについては、2018年6月10日にFIFAのインファンティーノ会長が出場国の拡大について「議論を行うには時期尚早」と話していて、その上で「現時点では32カ国でのW杯を予定している。まずは開催国と話し合い、それから考える」とも述べている。その上で、2019年の初旬から始まる見込みの『2022 FIFAワールドカップ・予選』までには決めるだろうとも話している。2018年7月9日、カテル2022Ｗ杯組織委員会（開催国の組織委員会）副事務局長が、「48チームでの開催も可能」と発言した。2018年7月14日、インファンティーノFIFA会長が改めて2022年大会は11月21日 - 12月18日の開催となることを発表した際に「カタール大会の出場枠については、ロシアW杯後終了後、各地のW杯予選が開始される前に、FIFA評議会（旧理事会）での議論を重ね決定する。それは数カ月後には決まる見通し」と述べた。
2019年3月6日、2022 FIFAワールドカップでの出場国が48か国に拡大した場合に、クウェート及びオマーンとの共同開催を検討しているとAP通信が報じた。48か国になった場合は試合数が増加し、カタール単独での開催は難しいためカタールとアラブ諸国との関係改善の仲介役であるクウェートと、中立の立場を取るオマーンが共催候補国となっている。
2019年3月15日、アメリカのフロリダ州マイアミで開催されたFIFA理事会で2022 FIFAワールドカップでの出場国を48か国に拡大する案を実現可能と認め、6月にフランス・パリで開催されるFIFA総会で正式決定する方針を示した。しかしその後の検討の結果、2019年5月22日にFIFAは、当大会は48チームに拡大せず32チームのまま実施することを決定したと発表した。

### エクアドルの出場権に関する騒動
2022年5月11日、チリサッカー連盟 (FFC) がFIFA規律委員会に対し南米予選4位で本大会出場を決めたエクアドル代表として8試合に出場したDFバイロン・カスティージョが国籍を証明する文書を改竄しており、エクアドルサッカー連盟 (FEF) が本来出場資格がない選手を出場させた（仮にカスティージョが出場した8試合を全て没収試合とした場合、南米予選7位だったチリが4位となって本大会出場権を獲得できたはずである）として南米予選結果に対する異議申し立てを行い、FIFAがバイロン・カスティージョの出場適格性について調査することを明らかにした。FIFAはFEFやFFCからの提出物により調査を行い、「FIFAがエクアドルの本大会出場権を取り消すことを決めた」とするテレビシオン・アステカの報道もあった が、同年6月11日にFIFAは「本件に関する調査を終了する」（＝出場適格性について不問とする）と発表し、関係者に通知した。
この決定に対しFFC、および（南米予選5位で大陸間プレーオフに回って本大会出場権を逃した）ペルーサッカー連盟 (FPF) がFIFAの裁定を不服としてスポーツ仲裁裁判所 (CAS) に提訴。CASは11月8日付で、バイロン・カスティージョが間違いなくエクアドル国籍を有し予選の出場資格があったと認定して、エクアドルの本大会出場を認めた上で、カスティージョのパスポートに記載された生年月日と出生地は虚偽であるとするFFC及びFPFの訴えを一部認め、エクアドルに対して2026年大会南米予選で勝ち点を3減じることと、10万スイス・フランの罰金を科す処分を決定した。

## 開催日程
従来FIFAワールドカップは、欧州の主要なサッカーリーグがシーズンオフを迎える6月から7月に開催されてきたが、カタールを含む中東地域は夏の暑さが厳しく選手の体に与える負担が大きいこと、同地は冬季（1月）でも温暖な気候でありサッカーの試合の開催に支障がないこと（実際AFCアジアカップ2011は同地にて1月に行われた。）などから、カタールに開催国が決定した直後にFIFAのフランツ・ベッケンバウアー理事が「カタールの冬季の1月開催」を提案した。欧州サッカー連盟（UEFA）会長を務めるミシェル・プラティニもこの意見に同調するなど、一定の支持者を集めつつある。しかし1月にワールドカップを開催するためには欧州主要リーグの開催日程を大幅に変更する必要があり実現は容易ではないほか、FIFAのゼップ・ブラッター会長が「現段階では6月から7月（夏季）開催が決定事項である」と語るなど、1月開催に反対する意見も根強かった。
2012年7月7日、ジム・ボイスFIFA副会長は「エアコンスタジアムについては聞いている。しかし観客、選手が快適に過ごせるために、あらゆることを検討すべきだ。（略）（遅い時間のキックオフは）世界中のテレビ視聴者との両立という面で利点になるかもしれない」と語り、開催時期はこれまで通り6月から7月（夏季）だが、夜遅くに試合を開催することを検討していることを明らかにした（なお、カタールの6月の明け方近くの平均最低気温は29度、同じく7月は30度である。）。2013年1月14日、ブラッターFIFA会長は「（エアコンスタジアム計画では、選手はカバーできても、競技場外の観客はカバーできない恐れがあるので）競技場の外もワールドカップであり、カタールの夏開催は疑問」とこれまでカタールで夏季（6月か7月）開催を支持してきた自身の意見を事実上撤回した。2013年3月2日、ジェローム・バルケFIFA事務局長は「医学上のレポートであれ何であれ、ワールドカップをカタールの夏（6月か7月）ではなく冬（1月）に行うべきだという根拠になるものがあれば、開催時期を検討する。既に固まっている2018年までの国際的な行事のスケジュール以外は全て変更の選択肢がある」と、FIFA役員としては初めてカタールの冬季（1月）開催の可能性を認めた。
2013年3月22日、カタールのワールドカップ組織委員会（カタール国内のワールドカップ組織委員会。これとは別にFIFAのワールドカップ組織委員会もある。）は夏季開催の懸念の声に対し、「夏でも冬でも開催する準備は出来ており、どちらの開催になっても、ワールドカップ準備計画には影響しない」と発表した。
2014年9月8日、FIFAは理事会（現FIFA評議会）の下に設けられた2018年から2024年までの国際試合日程を検討する作業部会で2022年のワールドカップの開催日程を、通常の6月開幕から1月か11月に開幕をずらすかについて協議を行った。
2015年3月19日、FIFA理事会（現FIFA評議会）で2022年大会は11月21日 - 12月18日の開催で、決勝戦は12月18日に行うことを発表した。また大会期間を28日に減らす方針も決めた。
2018年7月14日、インファンティーノFIFA会長が2015年3月19日のFIFA理事会（現FIFA評議会）の発表通り、2022年大会は11月21日 - 12月18日の開催となることを改めて発表した。2022年8月11日、開幕日が21日から20日への変更を発表した。

## 本大会

### 開催都市
本大会はドーハ、ルサイル、アル・ホール、アル・ワクラ、ライヤーンの5都市・8会場で実施される予定である。8会場の新規建設及び改修は、2015年に開始され、2019年10月に第1期3路線完成予定のドーハメトロ(メトロとあるが、地下鉄だけでなく地上鉄道も含む)などの鉄道によって結ばれる。決勝はルサイル・アイコニック・スタジアムで行われる。
| ルサイル（アッ＝ザアーイン）                                         | アル・ホール                                                         | ドーハ | ドーハ |
| -------------------------------------------------------------------- | -------------------------------------------------------------------- | --- | --- |
| ルサイル・アイコニック・スタジアム                                   | アル・バイト・スタジアム                                             | スタジアム974 | アル・トゥマーマ・スタジアム |
| 収容人数: 88,966 (新規建設)                                          | 収容人数: 68,895 (新規建設)                                          | 収容人数: 44,089 (仮設競技場) | 収容人数: 44,400 (新規建設) |
|                                                                      |                                                                      | | |
| カタールでの開催都市ルサイルドーハアル・ホールアル＝ワクラライヤーン | カタールでの開催都市ルサイルドーハアル・ホールアル＝ワクラライヤーン | ドーハ周辺のスタジアム位置図エデュケーション・シティ・スタジアムスタジアム974ハリーファ国際スタジアムアル・トゥマーマ・スタジアム | ドーハ周辺のスタジアム位置図エデュケーション・シティ・スタジアムスタジアム974ハリーファ国際スタジアムアル・トゥマーマ・スタジアム |
| ライヤーン                                                           | ライヤーン                                                           | ライヤーン | アル＝ワクラ |
| エデュケーション・シティ・スタジアム                                 | アフメド・ビン＝アリー・スタジアム                                   | ハリーファ国際スタジアム | アル・ジャヌーブ・スタジアム |
| 収容人数: 45,350 (新規建設)                                          | 収容人数: 44,740 (新規建設)                                          | 収容人数: 45,857 (大規模改修) | 収容人数: 44,325 |
|                                                                      |                                                                      | | |

#### 交通及び宿泊施設

各会場を結ぶドーハメトロ計画路線図

ドーハの人口の急激な増加に伴い、自動車も増加しており交通渋滞が深刻になっているため、今大会に合わせて交通問題を解決しようと公共交通機関の整備に力を入れている。ドーハメトロは100駅以上、総合長211.9kmに及ぶ全線を2026年には開通する予定で、建設費用は350億ドル超と見積もられている。このカタール鉄道プロジェクトはドーハメトロやGCCネットワークなど約19の工事パッケージ（10億ドル）からなっており、15年に及ぶGCC鉄道プロジェクトに対する総投資額は1000億ドルに達するとみられ、都市交通システムとしては世界最大規模のプロジェクトとなる。その中で現在建設中で2019年10月に完成予定の第1期3路線によって、国際空港やワールドカップ全12会場、市街地などを結ぶ。3路線の名前は、ハマド国際空港などを結ぶレッドライン、ゴールドラインとグリーンラインである。3路線の全長は86kmで、32駅を設置する。各路線は無人運転システムを搭載し、時速100kmで走行、1時間あたり8,000人以上の乗客輸送を予定している。カタールレールによると、ドーハメトロ鉄道システム導入で、自家用車などが約17万台以上減少し、交通渋滞が解消され、年間の二酸化炭素排出量を約258万トン削減可能という。日本企業がデザインした車両の外装と内装は、カタールの伝統や環境を反映したものである。高水準の豪華さと快適さを求める乗客向けのカタール風のゴールドクラス応接室である「マジリス」、子ども連れの乗客向けでファミリーシート配置の車両「ファミリークラス」、ロングシート配置で車内が広く使える車両「スタンダードクラス」の3種類の乗客層に分けた車両がある。なお、全車両には路線案内情報やエンターテイメントを表示する大型画面が付いている。
今大会期間中に最大100万人のファンがカタールを訪れると予想されている。現在施設などの建設を進めているものの、カタールで使用できるホテルは16,000部屋であるため宿泊設備の不足が予想されている。その為、2015年4月19日、カタール政府観光庁は今大会期間中にドーハ・エリア・ターミナルに5つのクルーズ船を停泊させ、その中の6,000部屋をホテルとして使用すると発表した。また、2016年9月27日、カタールＷ杯組織委員会(開催国の組織委員会)は、カタール南部に2000人収容の「ファン」テント村を5か所設置すると発表した。まずは試験計画として、30万m2の用地に650のテントを配置する。そこから最も近いスタジアムは、車で1時間半の距離にあるアル・ジャヌーブ・スタジアム（準々決勝まで使用）である。

#### エアコンスタジアム計画
カタールのワールドカップ招致委員会は、太陽光発電による空調設備を備えて温度を27度以下に保つスタジアムを整備すると開催国決定前に発表し、ドーハ国際空港から南西へ車で10分余りの場所に、「ザ・ショー・ケース」と名付けられたワールドカップ招致用見本のドーム型ミニスタジアムをわずか3カ月で完成させた。開閉式の屋根で収容人数は約530人、隣接した太陽光パネルによる発電を利用して室温を18度まで下げることができる。2010年9月にFIFA視察団が同競技場を訪れた際、屋外の気温は47度だったが、冷却装置を稼働させた内部は23度に保ったという。また、AFCアジアカップ2011の会場であるジャシム・ビン・ハマド・スタジアムは太陽発電ではなく、通常電源によるエアコンを完備。2011年11月8日に日本代表がブラジルワールドカップアジア3次予選合宿で、同スタジアムを使用した。その際、スタジアムの外の気温は23度だったが、冷房が効いたピッチ上は約16度だった。
このように、エアコンスタジアムでのカタールワールドカップ夏場開催は可能であるとされる。但し冷却のための費用は莫大な額が見込まれている他、試合会場や練習場など選手の活動範囲には冷却装置を導入できても一般客が動く全ての場所まではカバーできない可能性がある等の問題がある。そのため、2015年3月にはFIFAより当初予定されていた6月 - 7月の夏開催から11月から12月にかけての晩秋 - 冬開催への変更が発表されるに至った。

### 気候
ケッペンの気候区分では砂漠気候（BWh）となっている。開催時期の11月の平均気温は24.2度、平均最高気温は29.5度、平均最低気温は19.5度、12月の平均気温は19.2度、平均最高気温は24.1度、平均最低気温は15.0度となっている。降水量は11月が3.3mmと乾燥している一方、12月は12.1mmと年中乾燥しているカタールの中では降水量が増える。

### 時差
時差は協定世界時より3時間進んだUTC+3に属する。

### 公式球
アディダスによる公式試合球の名称は「アル・リフラ (Al Rihla)」に決定した。アラビア語で「旅」を意味し、イブン・バットゥータの旅行記から題を取っている。内部には慣性計測装置(IMU)センサーがあり、オフサイドやゴールラインテクノロジーでもその効果を発揮する。ノックアウトステージ(ベスト16に進出した各国で争われる決勝トーナメント)からは、アラビア語で「夢」を意味する「アル・ヒルム（Al Hilm）」を使用。

### セレモニー

#### 開会式
当初、開会式の出場国の選手入場行進・前回優勝のフランスからFIFAワールドカップトロフィーの返還などの諸行事は、現地時間の2022年11月21日19時（日本時間同11月22日1時）からの第3試合として予定された「カタール対エクアドル戦」の前に行い、それに先だって同日の13時（同11月21日19時）から「セネガル対オランダ戦」を皮切りとして開会する予定にしており、前回優勝国のシードにより開幕戦が優先的に開催できた1974年のドイツ大会から2002年の日本・韓国共同開催大会を除き、開催国以外が開幕戦を行う初の事例とされる予定だった。
大会3か月前になって、急遽「カタール対エクアドル戦」を11月20日19時（同11月21日1時）の開始に変更されることになり、開催国を最初に行う伝統が結果的に守られ、開会式の諸行事もこれに先立って行われる形となった。
開会式はアルホルのアルバイト・スタジアムにて行われ、出場32か国の代表者による国旗と選手の入場行進、優勝トロフィー返還のほか、カタール国首長・タミムによる「カタール、そしてアラブから皆さまを歓迎します」との開会宣言、またアメリカの俳優のモーガン・フリーマンの来賓挨拶、韓国の音楽グループ・BTSのジョングクや地元市民らによる大会公式テーマソング「Dreamers」の合唱などが披露された。

### 組み合わせ抽選会
国際サッカー連盟 (FIFA) は2022年3月23日、2022 FIFAワールドカップ本大会の組み合わせ抽選会を2022年3月31日に行われる第72回FIFA総会 の翌日である4月1日 19時（現地時間）から、ドーハのドーハ・エキシビション・コンベンションセンター (DECC) で実施することを発表し、その抽選手順を公表した。
大会組織委員会が承認した手順によると、抽選時点でカタール以外の出場決定済みの28か国を、2022年3月31日発表のFIFAランキングに基づいて8か国ずつ4つのポットに振り分け（ホスト国のカタールは、無条件にポット1に割り当てる。但し、未決定の3枠についてはポット4に割り当てる。）、各ポットの国をA組からH組まで8つのグループに割り当て、同組をグループステージの組み合わせとする。下表の括弧内はFIFAランキング。
| ポット1 | ポット2 | ポット3 | ポット4 |
| --- | --- | --- | --- |
| - カタール (51) - ブラジル (1) - ベルギー (2) - フランス (3) - アルゼンチン (4) - イングランド (5) - スペイン (7) - ポルトガル (8) | - メキシコ (9) - オランダ (10) - デンマーク (11) - ドイツ (12) - ウルグアイ (13) - スイス (14) - アメリカ合衆国 (15) - クロアチア (16) | - セネガル (20) - イラン (21) - 日本 (23) - モロッコ (24) - セルビア (25) - ポーランド (26) - 韓国 (29) - チュニジア (35) | - カメルーン (37) - カナダ (38) - エクアドル (46) - サウジアラビア (49) - ガーナ (60) - UEFA・パスA 勝者 - AFC vs CONMEBOL 勝者 - CONCACAF vs OFC 勝者 |

1. ↑  後日（2022年6月5日）の試合で ウェールズ (18) に決定
2. ↑  後日（2022年6月13日）の試合で オーストラリア (42) に決定
3. ↑  後日（2022年6月14日）の試合で コスタリカ (31) に決定

抽選方法は、ポット1からポット4までの順に各ポット内の国をA組からH組までに割り当てた上で組内のポジションを決め、次のポットの抽選を行う方式を繰り返して組み合わせを決定する。ただし、以下のルールが存在する。
- 原則として同じ大陸連盟加盟国は同組にならない（地理的分離の原則）。ただし、UEFA加盟国は13チームが出場するため、全ての組にUEFA加盟国が入り、かつ5つの組はUEFA加盟国が2チーム存在する（UEFA加盟国が3チーム入ることはない）。
  - 組み合わせ抽選の時点で出場チームが決まっていない枠（ヨーロッパ2次予選・パスA、大陸間プレーオフ）については、どの国が勝ち上がった場合にもこのルールが適用されるように抽選された。
- 開催国カタールは開幕戦を行うため、A組1番に事前に割り当てられる。（従って、ポット1の残りの7か国はB組からH組までのいずれかに入る。）

| チーム       | 組/番 |
| ------------ | ----- |
| カタール     | A1    |
| イングランド | B1    |
| アルゼンチン | C1    |
| フランス     | D1    |
| スペイン     | E1    |
| ベルギー     | F1    |
| ブラジル     | G1    |
| ポルトガル   | H1    |

| チーム         | 組/番 |
| -------------- | ----- |
| オランダ       | A4    |
| アメリカ合衆国 | B3    |
| メキシコ       | C3    |
| デンマーク     | D3    |
| ドイツ         | E3    |
| クロアチア     | F4    |
| ウルグアイ     | H3    |
| スイス         | G3    |

| チーム     | 組/番 |
| ---------- | ----- |
| イラン     | B2    |
| セネガル   | A3    |
| ポーランド | C4    |
| セルビア   | G2    |
| チュニジア | D3    |
| 日本       | E4    |
| モロッコ   | F3    |
| 韓国       | H4    |

| チーム          | 組/番 |
| --------------- | ----- |
| AFC vs CONMEBOL | D2    |
| エクアドル      | A2    |
| サウジアラビア  | C2    |
| CONCACAF vs OFC | E2    |
| UEFA パスA      | B4    |
| カメルーン      | G4    |
| ガーナ          | H2    |
| カナダ          | F2    |

### 主審
2022年5月19日、FIFAは本大会に出場する36名の主審と69名の副審、24名のビデオマッチオフィシャル（VMO）から成る審判団を発表した。本大会ではFIFAワールドカップ史上初めて女性のレフェリー6名（主審3名・副審3名）が選出され、日本から山下良美が選出された一方で、副審、VMO、男性の主審は1名も選出されなかった。下記において「†」は女性。
| AFC アブドゥルラフマン・アル＝ジャシム クリストファー・ビース アリレザ・ファガニー 馬寧 ムハンマド・アブドゥッラー・ハッサン・モハメド 山下良美† CAF バカリ・ガサマ ムスタファ・ゴルバル ヴィクトル・ゴメス サリマ・ムカンサンガ† マグエット・ンディアイ ジャニー・シカズウェ CONCACAF イヴァン・バルトン イスマイル・エルファス マリオ・エスコバル セッド・マルティネス セサル・アルトゥーロ・ラモス | CONMEBOL ラファエウ・クラウス アンドレス・マトンテ ケヴィン・オルテガ フェルナンド・ラパリーニ ウィルトン・サンパイオ ファクンド・テッロ ヘスス・バレンズエラ OFC マシュー・コンガー UEFA ステファニー・フラパール† イシュトヴァーン・コヴァーチ ダニー・マッケリー シモン・マルチニアク アントニオ・マテウ・ラオス マイケル・オリヴァー ダニエレ・オルサート ダニエル・ジーベルト アンソニー・テイラー クレマン・トゥルパン スラヴコ・ヴィンチッチ |

## 結果

### グループステージ
日時はすべて現地時間 (UTC+3)

#### 順位決定方法
各グループ上位2チームが、決勝トーナメントに進出する。順位は、以下の順に従い決定される。
1. 全試合での勝ち点
2. 全試合での得失点差
3. 全試合での得点
4. 以上で勝ち点が並んだチーム同士の対戦における
  1. 勝ち点
  2. 得失点差
  3. 得点
5. 反則ポイント：以下のポイントを累算して少ない順
  - イエローカード:1ポイント
  - イエローカード2枚での退場:3ポイント
  - レッドカード:4ポイント
  - イエローカード+レッドカード:5ポイント
6. 抽選

#### グループ A
| 順 | チーム       | 試 | 勝 | 分 | 敗 | 得 | 失 | 差 | 点 | 出場権                   |
| -- | ------------ | -- | -- | -- | -- | -- | -- | -- | -- | ------------------------ |
| 1  | オランダ     | 3  | 2  | 1  | 0  | 5  | 1  | +4 | 7  | ノックアウトステージ進出 |
| 2  | セネガル     | 3  | 2  | 0  | 1  | 5  | 4  | +1 | 6  | ノックアウトステージ進出 |
| 3  | エクアドル   | 3  | 1  | 1  | 1  | 4  | 3  | +1 | 4  |                          |
| 4  | カタール (H) | 3  | 0  | 0  | 3  | 1  | 7  | −6 | 0  |                          |

| カタール | 0 - 2    | エクアドル                   |
| -------- | -------- | ---------------------------- |
|          | レポート | - バレンシア 16分 (PK), 31分 |

| セネガル | 0 - 2    | オランダ                          |
| -------- | -------- | --------------------------------- |
|          | レポート | - ガクポ 84分 - クラーセン 90+9分 |

| カタール        | 1 - 3    | セネガル                                             |
| --------------- | -------- | ---------------------------------------------------- |
| - ムンタリ 78分 | レポート | - ディア 41分 - ディエディウ 48分 - B・ディエン 84分 |

| オランダ     | 1 - 1    | エクアドル        |
| ------------ | -------- | ----------------- |
| - ガクポ 6分 | レポート | - バレンシア 49分 |

| エクアドル      | 1 - 2    | セネガル                                |
| --------------- | -------- | --------------------------------------- |
| - カイセド 67分 | レポート | - I・サール 44分 (pen.) - クリバリ 70分 |

| オランダ                           | 2 - 0    | カタール |
| ---------------------------------- | -------- | -------- |
| - ガクポ 26分 - F・デ・ヨング 49分 | レポート |          |

#### グループ B
| 順 | チーム         | 試 | 勝 | 分 | 敗 | 得 | 失 | 差 | 点 | 出場権                   |
| -- | -------------- | -- | -- | -- | -- | -- | -- | -- | -- | ------------------------ |
| 1  | イングランド   | 3  | 2  | 1  | 0  | 9  | 2  | +7 | 7  | ノックアウトステージ進出 |
| 2  | アメリカ合衆国 | 3  | 1  | 2  | 0  | 2  | 1  | +1 | 5  | ノックアウトステージ進出 |
| 3  | イラン         | 3  | 1  | 0  | 2  | 4  | 7  | −3 | 3  |                          |
| 4  | ウェールズ     | 3  | 0  | 1  | 2  | 1  | 6  | −5 | 1  |                          |

| イングランド                                                                                            | 6 - 2    | イラン                      |
| --- | -------- | --------------------------- |
| - ベリンガム 35分 - サカ 43分, 62分 - スターリング 45+1分 - ラッシュフォード 71分 - グリーリッシュ 90分 | レポート | - タレミ 65分, 90+13分 (PK) |

| アメリカ合衆国 | 1 - 1    | ウェールズ         |
| -------------- | -------- | ------------------ |
| - ウェア 36分  | レポート | - ベイル 82分 (PK) |

| ウェールズ | 0 - 2    | イラン                                         |
| ---------- | -------- | ---------------------------------------------- |
|            | レポート | - チェシュミー 90+8分 - レザーイヤーン 90+11分 |

| イングランド | 0 - 0    | アメリカ合衆国 |
| ------------ | -------- | -------------- |
|              | レポート |                |

| ウェールズ | 0 - 3    | イングランド                                    |
| ---------- | -------- | ----------------------------------------------- |
|            | レポート | - ラッシュフォード 50分, 68分 - フォーデン 51分 |

| イラン | 0 - 1    | アメリカ合衆国    |
| ------ | -------- | ----------------- |
|        | レポート | - プリシッチ 38分 |

#### グループ C
| 順 | チーム         | 試 | 勝 | 分 | 敗 | 得 | 失 | 差 | 点 | 出場権                   |
| -- | -------------- | -- | -- | -- | -- | -- | -- | -- | -- | ------------------------ |
| 1  | アルゼンチン   | 3  | 2  | 0  | 1  | 5  | 2  | +3 | 6  | ノックアウトステージ進出 |
| 2  | ポーランド     | 3  | 1  | 1  | 1  | 2  | 2  | 0  | 4  | ノックアウトステージ進出 |
| 3  | メキシコ       | 3  | 1  | 1  | 1  | 2  | 3  | −1 | 4  |                          |
| 4  | サウジアラビア | 3  | 1  | 0  | 2  | 3  | 5  | −2 | 3  |                          |

| アルゼンチン       | 1 - 2    | サウジアラビア                                   |
| ------------------ | -------- | ------------------------------------------------ |
| - メッシ 10分 (PK) | レポート | - アル＝シェフリ 48分 - S・アッ＝ドーサリー 53分 |

| メキシコ | 0 - 0    | ポーランド |
| -------- | -------- | ---------- |
|          | レポート |            |

| ポーランド                                  | 2 - 0    | サウジアラビア |
| ------------------------------------------- | -------- | -------------- |
| - ジエリンスキ 39分 - レヴァンドフスキ 82分 | レポート |                |

| アルゼンチン                        | 2 - 0    | メキシコ |
| ----------------------------------- | -------- | -------- |
| - メッシ 64分 - フェルナンデス 87分 | レポート |          |

| ポーランド | 0 - 2    | アルゼンチン                                |
| ---------- | -------- | ------------------------------------------- |
|            | レポート | - マック・アリスター 46分 - アルバレス 68分 |

| サウジアラビア               | 1 - 2    | メキシコ                          |
| ---------------------------- | -------- | --------------------------------- |
| - S・アッ＝ドーサリー 90+5分 | レポート | - マルティン 47分 - チャベス 52分 |

#### グループ D
| 順 | チーム         | 試 | 勝 | 分 | 敗 | 得 | 失 | 差 | 点 | 出場権                   |
| -- | -------------- | -- | -- | -- | -- | -- | -- | -- | -- | ------------------------ |
| 1  | フランス       | 3  | 2  | 0  | 1  | 6  | 3  | +3 | 6  | ノックアウトステージ進出 |
| 2  | オーストラリア | 3  | 2  | 0  | 1  | 3  | 4  | −1 | 6  | ノックアウトステージ進出 |
| 3  | チュニジア     | 3  | 1  | 1  | 1  | 1  | 1  | 0  | 4  |                          |
| 4  | デンマーク     | 3  | 0  | 1  | 2  | 1  | 3  | −2 | 1  |                          |

| デンマーク | 0 - 0    | チュニジア |
| ---------- | -------- | ---------- |
|            | レポート |            |

| フランス                                          | 4 - 1    | オーストラリア     |
| ------------------------------------------------- | -------- | ------------------ |
| - ラビオ 27分 - ジルー 32分, 71分 - エムバペ 68分 | レポート | - グッドウィン 9分 |

| チュニジア | 0 - 1    | オーストラリア  |
| ---------- | -------- | --------------- |
|            | レポート | - デューク 23分 |

| フランス              | 2 - 1    | デンマーク               |
| --------------------- | -------- | ------------------------ |
| - エムバペ 61分, 86分 | レポート | - A・クリステンセン 68分 |

| オーストラリア  | 1 - 0    | デンマーク |
| --------------- | -------- | ---------- |
| - レッキー 60分 | レポート |            |

| チュニジア    | 1 - 0    | フランス |
| ------------- | -------- | -------- |
| - ハズリ 58分 | レポート |          |

#### グループ E
| 順 | チーム     | 試 | 勝 | 分 | 敗 | 得 | 失 | 差 | 点 | 出場権                   |
| -- | ---------- | -- | -- | -- | -- | -- | -- | -- | -- | ------------------------ |
| 1  | 日本       | 3  | 2  | 0  | 1  | 4  | 3  | +1 | 6  | ノックアウトステージ進出 |
| 2  | スペイン   | 3  | 1  | 1  | 1  | 9  | 3  | +6 | 4  | ノックアウトステージ進出 |
| 3  | ドイツ     | 3  | 1  | 1  | 1  | 6  | 5  | +1 | 4  |                          |
| 4  | コスタリカ | 3  | 1  | 0  | 2  | 3  | 11 | −8 | 3  |                          |

| ドイツ                   | 1 - 2    | 日本                          |
| ------------------------ | -------- | ----------------------------- |
| - ギュンドアン 33分 (PK) | レポート | - 堂安律 75分 - 浅野拓磨 83分 |

| スペイン                                                                                                  | 7 - 0    | コスタリカ |
| --- | -------- | ---------- |
| - オルモ 11分 - アセンシオ 21分 - F・トーレス 31分 (PK), 54分 - ガビ 74分 - ソレール 90分 - モラタ 90+2分 | レポート |            |

| 日本 | 0 - 1    | コスタリカ      |
| ---- | -------- | --------------- |
|      | レポート | - フレール 81分 |

| スペイン      | 1 - 1    | ドイツ              |
| ------------- | -------- | ------------------- |
| - モラタ 62分 | レポート | - フュルクルク 83分 |

| 日本                        | 2 - 1    | スペイン      |
| --------------------------- | -------- | ------------- |
| - 堂安律 48分 - 田中碧 51分 | レポート | - モラタ 11分 |

| コスタリカ                    | 2 - 4    | ドイツ                                                      |
| ----------------------------- | -------- | ----------------------------------------------------------- |
| - テヘダ 58分 - バルガス 70分 | レポート | - ニャブリ 10分 - ハフェルツ 73分, 85分 - フュルクルク 89分 |

#### グループ F
| 順 | チーム     | 試 | 勝 | 分 | 敗 | 得 | 失 | 差 | 点 | 出場権                   |
| -- | ---------- | -- | -- | -- | -- | -- | -- | -- | -- | ------------------------ |
| 1  | モロッコ   | 3  | 2  | 1  | 0  | 4  | 1  | +3 | 7  | ノックアウトステージ進出 |
| 2  | クロアチア | 3  | 1  | 2  | 0  | 4  | 1  | +3 | 5  | ノックアウトステージ進出 |
| 3  | ベルギー   | 3  | 1  | 1  | 1  | 1  | 2  | −1 | 4  |                          |
| 4  | カナダ     | 3  | 0  | 0  | 3  | 2  | 7  | −5 | 0  |                          |

| モロッコ | 0 - 0    | クロアチア |
| -------- | -------- | ---------- |
|          | レポート |            |

| ベルギー          | 1 - 0    | カナダ |
| ----------------- | -------- | ------ |
| - バチュアイ 44分 | レポート |        |

| ベルギー | 0 - 2    | モロッコ                          |
| -------- | -------- | --------------------------------- |
|          | レポート | - サイス 73分 - アブクラル 90+2分 |

| クロアチア                                                  | 4 - 1    | カナダ           |
| ----------------------------------------------------------- | -------- | ---------------- |
| - クラマリッチ 36分, 70分 - リヴァヤ 44分 - マイェル 90+4分 | レポート | - デイヴィス 2分 |

| クロアチア | 0 - 0    | ベルギー |
| ---------- | -------- | -------- |
|            | レポート |          |

| カナダ               | 1 - 2    | モロッコ                           |
| -------------------- | -------- | ---------------------------------- |
| - アゲルド 40分 (OG) | レポート | - ツィエク 4分 - エン＝ネシリ 23分 |

#### グループ G
| 順 | チーム     | 試 | 勝 | 分 | 敗 | 得 | 失 | 差 | 点 | 出場権                   |
| -- | ---------- | -- | -- | -- | -- | -- | -- | -- | -- | ------------------------ |
| 1  | ブラジル   | 3  | 2  | 0  | 1  | 3  | 1  | +2 | 6  | ノックアウトステージ進出 |
| 2  | スイス     | 3  | 2  | 0  | 1  | 4  | 3  | +1 | 6  | ノックアウトステージ進出 |
| 3  | カメルーン | 3  | 1  | 1  | 1  | 4  | 4  | 0  | 4  |                          |
| 4  | セルビア   | 3  | 0  | 1  | 2  | 5  | 8  | −3 | 1  |                          |

| スイス          | 1 - 0    | カメルーン |
| --------------- | -------- | ---------- |
| - エンボロ 48分 | レポート |            |

| ブラジル                    | 2 - 0    | セルビア |
| --------------------------- | -------- | -------- |
| - リシャルリソン 62分, 73分 | レポート |          |

| カメルーン                                                        | 3 - 3    | セルビア                                                                                  |
| ----------------------------------------------------------------- | -------- | ----------------------------------------------------------------------------------------- |
| - カステッレット 29分 - アブバカル 63分 - シュポ＝モティング 66分 | レポート | - パヴロヴィッチ 45+1分 - S・ミリンコヴィッチ＝サヴィッチ 45+3分 - A・ミトロヴィッチ 53分 |

| ブラジル          | 1 - 0    | スイス |
| ----------------- | -------- | ------ |
| - カゼミーロ 83分 | レポート |        |

| セルビア                                       | 2 - 3    | スイス                                            |
| ---------------------------------------------- | -------- | ------------------------------------------------- |
| - A・ミトロヴィッチ 26分 - ヴラホヴィッチ 35分 | レポート | - シャチリ 20分 - エンボロ 44分 - フロイラー 48分 |

| カメルーン          | 1 - 0    | ブラジル |
| ------------------- | -------- | -------- |
| - アブバカル 90+2分 | レポート |          |

#### グループ H
| 順 | チーム     | 試 | 勝 | 分 | 敗 | 得 | 失 | 差 | 点 | 出場権                   |
| -- | ---------- | -- | -- | -- | -- | -- | -- | -- | -- | ------------------------ |
| 1  | ポルトガル | 3  | 2  | 0  | 1  | 6  | 4  | +2 | 6  | ノックアウトステージ進出 |
| 2  | 韓国       | 3  | 1  | 1  | 1  | 4  | 4  | 0  | 4  | ノックアウトステージ進出 |
| 3  | ウルグアイ | 3  | 1  | 1  | 1  | 2  | 2  | 0  | 4  |                          |
| 4  | ガーナ     | 3  | 1  | 0  | 2  | 5  | 7  | −2 | 3  |                          |

| ウルグアイ | 0 - 0    | 韓国 |
| ---------- | -------- | ---- |
|            | レポート |      |

| ポルトガル                                             | 3 - 2    | ガーナ                           |
| ------------------------------------------------------ | -------- | -------------------------------- |
| - ロナウド 65分 (PK) - フェリックス 78分 - レオン 80分 | レポート | - A・アイェウ 73分 - ブカリ 89分 |

| 韓国                | 2 - 3    | ガーナ                              |
| ------------------- | -------- | ----------------------------------- |
| - 曺圭成 58分, 61分 | レポート | - サリス 24分 - クドゥス 34分, 68分 |

| ポルトガル                           | 2 - 0    | ウルグアイ |
| ------------------------------------ | -------- | ---------- |
| - フェルナンデス 54分, 90+3分 (pen.) | レポート |            |

| ガーナ | 0 - 2    | ウルグアイ                    |
| ------ | -------- | ----------------------------- |
|        | レポート | - デ・アラスカエタ 26分, 32分 |

| 韓国                          | 2 - 1    | ポルトガル   |
| ----------------------------- | -------- | ------------ |
| - 金英権 27分 - 黄喜燦 90+1分 | レポート | - オルタ 5分 |

### ノックアウトステージ
ノックアウトステージ では、45分ハーフの試合で決着が付かない場合は15分ハーフの延長戦が行われる。この延長戦でも決着がつかない場合は引き分けとなり、PK戦で勝ち進むチームを決める。
|  | ラウンド16                                    | ラウンド16                           |                                      |       | 準々決勝   | 準々決勝  |                                    |                                    | 準決勝 | 準決勝 |  |  | 決勝 | 決勝 |
|  |                                               |                                      |                                      |       |            |           |                                    |                                    |        |        |  |  |      |      |
|  | 12月3日 – ライヤーン (ハリーファ)             |                                      |                                      |       |            |           |                                    |                                    |        |        |  |  |      |      |
|  |                                               |                                      |                                      |       |            |           |                                    |                                    |        |        |  |  |      |      |
|  | オランダ                                      | 3                                    |                                      |       |            |           |                                    |                                    |        |        |  |  |      |      |
|  | オランダ                                      | 3                                    | 12月9日 – ルサイル                   |       |            |           |                                    |                                    |        |        |  |  |      |      |
|  | アメリカ合衆国                                | 1                                    |                                      |       |            |           |                                    |                                    |        |        |  |  |      |      |
|  | アメリカ合衆国                                | 1                                    | オランダ                             | 2 (3) |            |           |                                    |                                    |        |        |  |  |      |      |
|  | 12月3日 – ライヤーン (アフメド・ビン＝アリー) |                                      | オランダ                             | 2 (3) |            |           |                                    |                                    |        |        |  |  |      |      |
|  |                                               | アルゼンチン (p)                     | 2 (4)                                |       |            |           |                                    |                                    |        |        |  |  |      |      |
|  | アルゼンチン                                  | アルゼンチン (p)                     | 2 (4)                                | 2     |            |           |                                    |                                    |        |        |  |  |      |      |
|  | アルゼンチン                                  |                                      | 12月13日 – ルサイル                  | 2     |            |           |                                    |                                    |        |        |  |  |      |      |
|  | オーストラリア                                | 1                                    |                                      |       |            |           |                                    |                                    |        |        |  |  |      |      |
|  | オーストラリア                                | 1                                    | アルゼンチン                         | 3     |            |           |                                    |                                    |        |        |  |  |      |      |
|  | 12月5日 – アル＝ワクラ                        |                                      | アルゼンチン                         | 3     |            |           |                                    |                                    |        |        |  |  |      |      |
|  |                                               | クロアチア                           | 0                                    |       |            |           |                                    |                                    |        |        |  |  |      |      |
|  | 日本                                          | クロアチア                           | 0                                    | 1 (1) |            |           |                                    |                                    |        |        |  |  |      |      |
|  | 日本                                          | 12月9日 – エデュケーション・シティ   |                                      | 1 (1) |            |           |                                    |                                    |        |        |  |  |      |      |
|  | クロアチア (p)                                | 1 (3)                                |                                      |       |            |           |                                    |                                    |        |        |  |  |      |      |
|  | クロアチア (p)                                | 1 (3)                                | クロアチア (p)                       | 1 (4) |            |           |                                    |                                    |        |        |  |  |      |      |
|  | 12月5日 – ドーハ (974)                        |                                      | クロアチア (p)                       | 1 (4) |            |           |                                    |                                    |        |        |  |  |      |      |
|  |                                               | ブラジル                             | 1 (2)                                |       |            |           |                                    |                                    |        |        |  |  |      |      |
|  | ブラジル                                      | ブラジル                             | 1 (2)                                | 4     |            |           |                                    |                                    |        |        |  |  |      |      |
|  | ブラジル                                      |                                      | 12月18日 – ルサイル                  | 4     |            |           |                                    |                                    |        |        |  |  |      |      |
|  | 韓国                                          | 1                                    |                                      |       |            |           |                                    |                                    |        |        |  |  |      |      |
|  | 韓国                                          | 1                                    | アルゼンチン (p)                     | 3 (4) |            |           |                                    |                                    |        |        |  |  |      |      |
|  | 12月4日 – アル＝ホール                        |                                      | アルゼンチン (p)                     | 3 (4) |            |           |                                    |                                    |        |        |  |  |      |      |
|  |                                               | フランス                             | 3 (2)                                |       |            |           |                                    |                                    |        |        |  |  |      |      |
|  | イングランド                                  | フランス                             | 3 (2)                                | 3     |            |           |                                    |                                    |        |        |  |  |      |      |
|  | イングランド                                  | 12月10日 – アル＝ホール              |                                      | 3     |            |           |                                    |                                    |        |        |  |  |      |      |
|  | セネガル                                      | 0                                    |                                      |       |            |           |                                    |                                    |        |        |  |  |      |      |
|  | セネガル                                      | 0                                    | イングランド                         | 1     |            |           |                                    |                                    |        |        |  |  |      |      |
|  | 12月4日 – ドーハ (アル・トゥマーマ)           |                                      | イングランド                         | 1     |            |           |                                    |                                    |        |        |  |  |      |      |
|  |                                               | フランス                             | 2                                    |       |            |           |                                    |                                    |        |        |  |  |      |      |
|  | フランス                                      | フランス                             | 2                                    | 3     |            |           |                                    |                                    |        |        |  |  |      |      |
|  | フランス                                      |                                      | 12月14日 – アル＝ホール              | 3     |            |           |                                    |                                    |        |        |  |  |      |      |
|  | ポーランド                                    | 1                                    |                                      |       |            |           |                                    |                                    |        |        |  |  |      |      |
|  | ポーランド                                    | 1                                    | フランス                             | 2     |            |           |                                    |                                    |        |        |  |  |      |      |
|  | 12月6日 – エデュケーション・シティ            |                                      | フランス                             | 2     |            |           |                                    |                                    |        |        |  |  |      |      |
|  |                                               | モロッコ                             | 0                                    |       | 3位決定戦  | 3位決定戦 |                                    |                                    |        |        |  |  |      |      |
|  | モロッコ (p)                                  | モロッコ                             | 0                                    | 0 (3) | 3位決定戦  | 3位決定戦 |                                    |                                    |        |        |  |  |      |      |
|  | モロッコ (p)                                  | 12月10日 – ドーハ (アル・トゥマーマ) | 12月10日 – ドーハ (アル・トゥマーマ) | 0 (3) |            |           | 12月17日 – ライヤーン (ハリーファ) | 12月17日 – ライヤーン (ハリーファ) |        |        |  |  |      |      |
|  | スペイン                                      | 12月10日 – ドーハ (アル・トゥマーマ) | 12月10日 – ドーハ (アル・トゥマーマ) | 0 (0) |            |           | 12月17日 – ライヤーン (ハリーファ) | 12月17日 – ライヤーン (ハリーファ) |        |        |  |  |      |      |
|  | スペイン                                      | モロッコ                             | 1                                    | 0 (0) | クロアチア | 2         |                                    |                                    |        |        |  |  |      |      |
|  | 12月6日 – ルサイル                            | モロッコ                             | 1                                    |       | クロアチア | 2         |                                    |                                    |        |        |  |  |      |      |
|  |                                               | ポルトガル                           | 0                                    |       | モロッコ   | 1         |                                    |                                    |        |        |  |  |      |      |
|  | ポルトガル                                    | ポルトガル                           | 0                                    | 6     | モロッコ   | 1         |                                    |                                    |        |        |  |  |      |      |
|  | ポルトガル                                    |                                      |                                      | 6     |            |           |                                    |                                    |        |        |  |  |      |      |
|  | スイス                                        | 1                                    |                                      |       |            |           |                                    |                                    |        |        |  |  |      |      |
|  | スイス                                        | 1                                    |                                      |       |            |           |                                    |                                    |        |        |  |  |      |      |

#### ラウンド16
| オランダ                                            | 3 - 1    | アメリカ合衆国 |
| --------------------------------------------------- | -------- | -------------- |
| - デパイ 10分 - ブリント 45+1分 - ダンフリース 81分 | レポート | - ライト 76分  |

| アルゼンチン                    | 2 - 1    | オーストラリア                   |
| ------------------------------- | -------- | -------------------------------- |
| - メッシ 35分 - アルバレス 57分 | レポート | - （フェルナンデス） 77分 (o.g.) |

| フランス                              | 3 - 1    | ポーランド                     |
| ------------------------------------- | -------- | ------------------------------ |
| - ジルー 44分 - エムバペ 74分, 90+1分 | レポート | - レヴァンドフスキ 90+9分 (PK) |

| イングランド                                    | 3 - 0    | セネガル |
| ----------------------------------------------- | -------- | -------- |
| - ヘンダーソン 38分 - ケイン 45+3分 - サカ 57分 | レポート |          |

| 日本                                      | 1 - 1 (延長) | クロアチア                                              |
| ----------------------------------------- | ------------ | ------------------------------------------------------- |
| - 前田大然 43分                           | レポート     | - ペリシッチ 55分                                       |
| PK戦                                      |              |                                                         |
| - 南野拓実 - 三笘薫 - 浅野拓磨 - 吉田麻也 | 1 - 3        | - ヴラシッチ - ブロゾヴィッチ - リヴァヤ - パシャリッチ |

| ブラジル                                                                      | 4 - 1    | 韓国          |
| ----------------------------------------------------------------------------- | -------- | ------------- |
| - ヴィニシウス 7分 - ネイマール 13分 (PK) - リシャルリソン 29分 - パケタ 36分 | レポート | - 白昇浩 76分 |

| モロッコ                              | 0 - 0 (延長) | スペイン                         |
| ------------------------------------- | ------------ | -------------------------------- |
|                                       | レポート     |                                  |
| PK戦                                  |              |                                  |
| - サビリ - ツィエク - バヌン - ハキミ | 3 - 0        | - サラビア - ソレール - ブスケツ |

| ポルトガル                                                            | 6 - 1    | スイス          |
| --------------------------------------------------------------------- | -------- | --------------- |
| - ラモス 17分, 51分, 67分 - ペペ 33分 - ゲレイロ 55分 - レオン 90+2分 | レポート | - アカンジ 58分 |

#### 準々決勝
| クロアチア                                        | 1 - 1 (延長) | ブラジル                                          |
| ------------------------------------------------- | ------------ | ------------------------------------------------- |
| - ペトコヴィッチ 117分                            | レポート     | - ネイマール 105+1分                              |
| PK戦                                              |              |                                                   |
| - ヴラシッチ - マイェル - モドリッチ - オルシッチ | 4 - 2        | - ロドリゴ - カゼミーロ - ペドロ - マルキーニョス |

| オランダ                                                                        | 2 - 2 (延長) | アルゼンチン                                                           |
| ------------------------------------------------------------------------------- | ------------ | ---------------------------------------------------------------------- |
| - ベグホルスト 83分, 90+11分                                                    | レポート     | - モリーナ 35分 - メッシ 73分 (PK)                                     |
| PK戦                                                                            |              |                                                                        |
| - ファン・ダイク - ベルハイス - コープマイネルス - ベグホルスト - L・デ・ヨング | 3 - 4        | - メッシ - パレデス - モンティエル - フェルナンデス - La・マルティネス |

| モロッコ            | 1 - 0    | ポルトガル |
| ------------------- | -------- | ---------- |
| - エン＝ネシリ 42分 | レポート |            |

| イングランド       | 1 - 2    | フランス                        |
| ------------------ | -------- | ------------------------------- |
| - ケイン 54分 (PK) | レポート | - チュアメニ 17分 - ジルー 78分 |

#### 準決勝
| アルゼンチン                               | 3 - 0    | クロアチア |
| ------------------------------------------ | -------- | ---------- |
| - メッシ 34分 (PK) - アルバレス 39分, 69分 | レポート |            |

| フランス                                  | 2 - 0    | モロッコ |
| ----------------------------------------- | -------- | -------- |
| - T・エルナンデス 5分 - コロ・ムアニ 79分 | レポート |          |

#### 3位決定戦
| クロアチア                                 | 2 - 1    | モロッコ   |
| ------------------------------------------ | -------- | ---------- |
| - グヴァルディオール 7分 - オルシッチ 42分 | レポート | - ダリ 9分 |

#### 決勝
| アルゼンチン                                  | 3 - 3 (延長) | フランス                                        |
| --------------------------------------------- | ------------ | ----------------------------------------------- |
| - メッシ 23分 (PK), 109分 - ディ・マリア 36分 | レポート     | - エムバペ 80分 (PK), 81分, 118分 (PK)          |
| PK戦                                          |              |                                                 |
| - メッシ - ディバラ - パレデス - モンティエル | 4 - 2        | - エムバペ - コマン - チュアメニ - コロ・ムアニ |

## 優勝国
| 2022 FIFAワールドカップ優勝国   |
| ------------------------------- |
| · アルゼンチン · 9大会ぶり3回目 |

## 得点ランキング
| 順位 | 選手                       | ゴール |
| ---- | -------------------------- | ------ |
| 1    | キリアン・エムバペ         | 8      |
| 2    | リオネル・メッシ           | 7      |
| 3    | オリヴィエ・ジルー         | 4      |
| 3    | フリアン・アルバレス       | 4      |
| 5    | アルバロ・モラタ           | 3      |
| 5    | マーカス・ラッシュフォード | 3      |
| 5    | ブカヨ・サカ               | 3      |
| 5    | コーディ・ガクポ           | 3      |
| 5    | エネル・バレンシア         | 3      |
| 5    | リシャルリソン             | 3      |
| 5    | ゴンサロ・ラモス           | 3      |

## 表彰

### FIFAフェアプレー賞
イングランド

### 個人各賞
| 賞                             | 選手名                     | 国籍         | 備考           |
| ------------------------------ | -------------------------- | ------------ | -------------- |
| ゴールデンボール（大会MVP）    | リオネル・メッシ           | アルゼンチン | 優勝           |
| シルバーボール                 | キリアン・エムバペ         | フランス     | 準優勝         |
| ブロンズボール                 | ルカ・モドリッチ           | クロアチア   | 3位            |
| ゴールデンブーツ（得点王）     | キリアン・エムバペ         | フランス     | 8得点2アシスト |
| シルバーブーツ                 | リオネル・メッシ           | アルゼンチン | 7得点3アシスト |
| ブロンズブーツ                 | オリヴィエ・ジルー         | フランス     | 4得点          |
| ゴールデングローブ（最優秀GK） | エミリアーノ・マルティネス | アルゼンチン | 7試合8失点     |
| 最優秀若手選手賞               | エンソ・フェルナンデス     | アルゼンチン | 21歳           |

## 総合順位
順位は、成績、勝点、得失点差、得点、フェアプレーポイント（グループステージでのポイント付与方法による）の順で基準を適用し決定した。PK戦となった試合については、その勝敗に関わらず引き分けとして勝点を付与した。

| 順 位 | 国・地域名     | 成績                 | 試 合 | 勝 利 | 引 分 | 敗 戦 | PK 勝 | PK 敗 | 勝 点 | 得 点 | 失 点 | 点 差 |
| ----- | -------------- | -------------------- | ----- | ----- | ----- | ----- | ----- | ----- | ----- | ----- | ----- | ----- |
| 1     | アルゼンチン   | 優勝                 | 7     | 4     | 0     | 1     | 2     | 0     | 14    | 15    | 8     | 7     |
| 2     | フランス       | 準優勝               | 7     | 5     | 0     | 1     | 0     | 1     | 16    | 16    | 8     | 8     |
| 3     | クロアチア     | 3位                  | 7     | 2     | 2     | 1     | 2     | 0     | 10    | 8     | 7     | 1     |
| 4     | モロッコ       | 4位                  | 7     | 3     | 1     | 2     | 1     | 0     | 11    | 6     | 5     | 1     |
| 5     | オランダ       | ベスト8              | 5     | 3     | 1     | 0     | 0     | 1     | 11    | 10    | 4     | 6     |
| 6     | イングランド   | ベスト8              | 5     | 3     | 1     | 1     | 0     | 0     | 10    | 13    | 4     | 9     |
| 7     | ブラジル       | ベスト8              | 5     | 3     | 0     | 1     | 0     | 1     | 10    | 8     | 3     | 5     |
| 8     | ポルトガル     | ベスト8              | 5     | 3     | 0     | 2     | 0     | 0     | 9     | 12    | 6     | 6     |
| 9     | 日本           | ベスト16             | 4     | 2     | 0     | 1     | 0     | 1     | 7     | 5     | 4     | 1     |
| 10    | セネガル       | ベスト16             | 4     | 2     | 0     | 2     | 0     | 0     | 6     | 5     | 7     | -2    |
| 11    | オーストラリア | ベスト16             | 4     | 2     | 0     | 2     | 0     | 0     | 6     | 4     | 6     | -2    |
| 12    | スイス         | ベスト16             | 4     | 2     | 0     | 2     | 0     | 0     | 6     | 5     | 9     | -4    |
| 13    | スペイン       | ベスト16             | 4     | 1     | 1     | 1     | 0     | 1     | 5     | 9     | 3     | 6     |
| 14    | アメリカ合衆国 | ベスト16             | 4     | 1     | 2     | 1     | 0     | 0     | 5     | 3     | 4     | -1    |
| 15    | ポーランド     | ベスト16             | 4     | 1     | 1     | 2     | 0     | 0     | 4     | 3     | 5     | -2    |
| 16    | 韓国           | ベスト16             | 4     | 1     | 1     | 2     | 0     | 0     | 4     | 5     | 8     | -3    |
| 17    | ドイツ         | グループステージ敗退 | 3     | 1     | 1     | 1     | 0     | 0     | 4     | 6     | 5     | 1     |
| 18    | エクアドル     | グループステージ敗退 | 3     | 1     | 1     | 1     | 0     | 0     | 4     | 4     | 3     | 1     |
| 19    | カメルーン     | グループステージ敗退 | 3     | 1     | 1     | 1     | 0     | 0     | 4     | 4     | 4     | 0     |
| 20    | ウルグアイ     | グループステージ敗退 | 3     | 1     | 1     | 1     | 0     | 0     | 4     | 2     | 2     | 0     |
| 21    | チュニジア     | グループステージ敗退 | 3     | 1     | 1     | 1     | 0     | 0     | 4     | 1     | 1     | 0     |
| 22    | メキシコ       | グループステージ敗退 | 3     | 1     | 1     | 1     | 0     | 0     | 4     | 2     | 3     | -1    |
| 23    | ベルギー       | グループステージ敗退 | 3     | 1     | 1     | 1     | 0     | 0     | 4     | 1     | 2     | -1    |
| 24    | ガーナ         | グループステージ敗退 | 3     | 1     | 0     | 2     | 0     | 0     | 3     | 5     | 7     | -2    |
| 25    | サウジアラビア | グループステージ敗退 | 3     | 1     | 0     | 2     | 0     | 0     | 3     | 3     | 5     | -2    |
| 26    | イラン         | グループステージ敗退 | 3     | 1     | 0     | 2     | 0     | 0     | 3     | 4     | 7     | -3    |
| 27    | コスタリカ     | グループステージ敗退 | 3     | 1     | 0     | 2     | 0     | 0     | 3     | 3     | 11    | -8    |
| 28    | デンマーク     | グループステージ敗退 | 3     | 0     | 1     | 2     | 0     | 0     | 1     | 1     | 3     | -2    |
| 29    | セルビア       | グループステージ敗退 | 3     | 0     | 1     | 2     | 0     | 0     | 1     | 5     | 8     | -3    |
| 30    | ウェールズ     | グループステージ敗退 | 3     | 0     | 1     | 2     | 0     | 0     | 1     | 1     | 6     | -5    |
| 31    | カナダ         | グループステージ敗退 | 3     | 0     | 0     | 3     | 0     | 0     | 0     | 2     | 7     | -5    |
| 32    | カタール       | グループステージ敗退 | 3     | 0     | 0     | 3     | 0     | 0     | 0     | 1     | 7     | -6    |

## 挿話

### VARと半自動オフサイドテクノロジー
2022年7月1日、FIFAは今大会において半自動オフサイドテクノロジー（Semi-automated offside technology（SAOT））を導入すると発表した。これは、会場の屋根の下に取り付けられた12台のカメラによりボールと選手のオフサイド判定に必要な最大29か所の体の部位を追尾し、またはボール内部に組み込まれたセンサーにより味方選手がボールを出した瞬間を正確に把握し、これらのデータを組み合わせてAIを用いてオフサイドポジションの選手が味方選手から出されたボールを受けた場合、ビデオオペレーションルーム内のビデオ・アシスタント・レフェリー（VAR）チームに通知が送られるものである。これにより、今まではVARにおいてチェックを行う場合平均70秒かかっていたオフサイド判定の迅速化と正確化が図られるとする。そして判定後には、判定に使われたデータを元に作られた3Dアニメーションが、会場内のスクリーンや放送の視聴者に提供される。このシステムは、2021 FIFAアラブカップやFIFAクラブワールドカップ2021などでテストされ、その成功を受けて導入が決まった。
開幕戦のカタール対エクアドル、グループC・アルゼンチン対サウジアラビアでは体の一部が出ているだけでオフサイドと見抜き、人間の動体視力を遥かに凌いだ。このテクノロジーの導入もあって、大会全体でのオフサイド判定の回数は前回ロシア大会を80回も上回る252回に上った。

### 長いアディショナルタイム
今大会はプレー以外で失われた時間がアディショナルタイム (AT) に厳密に追加されている。2002年日韓大会で決勝を裁いた経験もあるFIFA審判委員会のピエルルイジ・コッリーナ委員長は「今年のＷ杯では、ケガ、時間の浪費、ゴールパフォーマンスなど、プレー中に中断したあらゆる種類の時間は中断した時間の分、補償される」と会見で説明し、大会前の時点でATを「（1試合あたり）7-8分を超える長さになる」との見通しを語っていた。グループB・イングランド対イラン戦では負傷者の治療に時間を要したことも手伝い、前半だけで14分、前後半合わせて24分という異例のアディショナルタイムが計上される など、長いアディショナルタイムが計上される試合が相次いだ。
アディショナルタイムが長くなる傾向について、元イングランド代表のジェイミー・キャラガーは「そもそもサッカーの試合には時間稼ぎが多すぎる」との観点から好意的に受け止めている一方、サッカージャーナリストのティム・ヴィッカリーは「ボクシングの試合の終わりにさらに数ラウンド戦わせるようなもの」と批判的な論調を行っている。

### 歴史的敗退と番狂わせ
カタールが開催国としては史上2か国目のグループステージ敗退となった（1勝もできずにグループステージ敗退は史上初）。また、4回の優勝を誇るドイツも初の2大会連続グループステージ敗退となった。他にも1930年大会・1950年大会優勝のウルグアイ、2018年大会3位のベルギーもグループステージで敗退するなど各組3位チームのうち、イラン以外の7か国が勝点4でグループステージ敗退となった（エクアドル、メキシコ、チュニジア、ドイツ、ベルギー、カメルーン、ウルグアイ）。勝点4以上を得ながらグループステージで敗退したチームが7か国出たのは史上初である。さらに、カメルーンがブラジルを、モロッコがベルギーを相手に大金星を挙げるなど大会史上初めてグループステージを3連勝で突破した国がいなかった。反対にサウジアラビアがアルゼンチンを、日本がドイツとスペインを、オーストラリアがデンマークを、韓国がポルトガルをそれぞれ下しており、アジア勢4か国がW杯優勝経験国（アルゼンチン、ドイツ、スペイン）を含む強豪国を破る番狂わせが起こった。また、アジア勢史上最多となる3チームが決勝トーナメント進出を決めた（日本、韓国、オーストラリア）。さらに、モロッコはアフリカ勢史上初めてベスト4入りを果たした。

### 日本人選手や日本代表サポーターのマナー
開幕戦で観戦していた多くの日本人サポーターが試合後の客席でゴミ拾いした事を英紙が取り上げた。ネット上で動画が拡散され、「カタールに衝撃を与えた」と報じた。
さらにドイツ戦の舞台となったドーハ近郊のハリファ国際競技場でも、多くの日本人サポーターが清掃を実施。大会の管轄である国際サッカー連盟 (FIFA) の公式ツイッターでもその様子が写真付きでアップされ、半日も経たない内に12万件以上の「いいね」がつくなど、大きな反響を呼んだ。大会組織委の担当者らによると、開幕戦でのSNSの投稿にカタール王族が反応した事で、動画に写っていた日本人サポーターへの表彰が急遽決まった。
また、2022 FIFAワールドカップ日本代表がドイツ戦後にロッカールームを清掃して、折り紙を添えて日本語とアラビア語で「ありがとう‼」とメモを置いたエピソードもツイートで讃え、公式サイトでも長く記憶に残るファンとして取り上げた。
こうした日本人選手やサポーター達の取り組みはイラン代表選手達がウェールズ戦後にロッカールームを清掃したり、他国のサポーターも試合後にゴミ拾いを始めるなど好影響を及ぼした。ワールドカップに出ていない国のリーグにも影響を及ぼした。
過去のW杯でも、日本人による「ごみ拾い」や日本代表選手による「ロッカールーム清掃」が脚光を浴びており、前回のロシア大会でも1次リーグでコロンビアを破った後の日本人サポーターのごみ拾いに注目が集まり、海外メディアに報道されると、セネガルやウルグアイなど他国のサポーターにも波及した。

### 歴史的勝利と祝日の制定
グループリーグ初戦でアルゼンチンを破ったサウジアラビアではムハンマド皇太子からの進言を受けたサルマーン国王の勅令により、勝利の翌日である11月23日を祝日とした 他、優勝したアルゼンチンの政府は12月20日を祝日とした。先述の2022年12月20日当日、アルゼンチンの首都ブエノスアイレスには、帰国した選手団の凱旋パレードをひと目見ようとして推定400万～500万人と言われる膨大な数の一般国民（当時のアルゼンチンの人口の約１割に相当する）が集結し、これによって至る所で人身事故が発生する事態が生じたため、バスによる凱旋パレードが急遽中止されるハプニングがあった。

### 大会後
決勝後、国際サッカー連盟（FIFA）は今大会を総括し「傑出していたチーム」としてアルゼンチン、クロアチア、モロッコ、日本の名前を挙げた。

## テレビ中継

### 日本での中継
日本ではジャパンコンソーシアムでの放映権獲得交渉が不調に終わり、ABEMA・日本放送協会 (NHK)・テレビ朝日・フジテレビジョンが共同で放映権を獲得。
- ABEMAはテレビ朝日との共同制作で全64試合を完全無料生中継
- 地上波では、NHKが21試合[84][注釈 4]（開幕戦・決勝戦を含む）、テレビ朝日・フジテレビが各10試合を放送。
- 衛星放送ではNHK BS4KでNHK総合と同時生中継、NHK BS1で録画放送。
- 主な解説者・コメンテーター
  - ABEMA・テレビ朝日 - FIFAワールドカップ カタール2022 (ABEMA)#解説参照
  - NHK - 山本昌邦、森岡隆三、福西崇史、播戸竜二、佐藤寿人、中村憲剛、宮澤ミシェル、小島伸幸、早野宏史、中澤佑二、西野朗、井原正巳、松井大輔、松井愛莉、柿澤勇人、尾上松也、アンドレス・イニエスタ、野口聡一、武藤嘉紀、権田修一、岡田武史、田中マルクス闘莉王、今野泰幸、宮市亮、柴田英嗣、城田優、足立梨花、岡村隆史、サンドイッチマン、小野文惠、赤木野々花、杉浦友紀、塚原愛、高階亜理沙
  - フジテレビ - 大久保嘉人、前園真聖、中村俊輔、清水秀彦、風間八宏、坪井慶介、小野伸二、田中マルクス闘莉王、岡田武史、ジョン・カビラ、EXIT、朝日奈央ら[85]
- 主な実況アナウンサー（☆=日本戦担当者）
  - ABEMA・テレビ朝日 - FIFAワールドカップ カタール2022 (ABEMA)#実況参照
  - NHK - ☆曽根優、杉岡英樹、下境秀幸、小宮山晃義、酒井博司、田中秀樹
  - フジテレビ - 青嶋達也、☆西岡孝洋、☆中村光宏、酒主義久

## 議論

### 招致不正疑惑

#### 贈収賄疑惑
2002年からFIFA理事を務めていた小倉純二によれば、従来のワールドカップ開催地決定に関して最も影響力のあるのはFIFA視察団が立候補国を現地調査して提出する調査報告書（レポート）だった。この大会のレポート評価は、2022年開催が決まったカタールは全体及び2018年の5候補内の両方でも最下位だった。調査報告書には「選手やサポーターの健康上のリスク」が記載されていた。
そのため、2022年のサッカーワールドカップの開催地にカタールが決まった直後、イギリスのジャーナリストやサッカー関係者などの間からカタールの勝因は賄賂だったのではないかという疑惑が浮上している。カタール側からブラッターFIFA会長、プラティニ副会長をはじめとする当時のFIFA理事、フランスのニコラ・サルコジ大統領まで数多くの関係者による不正行為、贈収賄疑惑がメディアにより報じられた。一方、カタール当局はいかなる不当性も否定し、この汚職疑惑がカタールでのワールドカップ開催を望まない人々の嫉妬と不信感によって引き起こされたものだと主張している。FBIが捜査対象にしたが、直接的な逮捕者は出ていない。

#### ネガティブキャンペーン実行疑惑
2018年7月29日、イギリス紙のタイムズが「カタールＷ杯組織委員会（カタール国内側のＷ杯組織委員会）に協力していた元CIAエージェントの内部通報者が、同組織委員会がアメリカ、オーストラリア、イングランドの3か国に対し、2010年5月からネガティブ・キャンペーンを仕掛けていたことを暴露した」と報道した。このイギリスのタイムズ紙の報道が事実であればFIFA規則・規約の違反であるが、カタールＷ杯組織委員会（カタール国内側のＷ杯組織委員会）は「事実無根」と否定している。

### 入札による汚職疑惑
カタールは、開催権の確保に際して同国サッカー界のトップであるモハメド・ビン・ハマムが果たした役割をめぐる疑惑で深まる圧力に直面していた。
カタール誘致委員会の担当者は、カタール側から何人かのアフリカ役員に対して150万ドルが支払われたと語っている。しかし、この主張は後で撤回された。2014年3月にかつての北中米カリブ海サッカー連盟会長であるジャック・ウォーナーと、その家族がカタールの会社からおよそ200万ドルを支払われたことが明らかにされた際、多くの疑惑が明らかになった。FBIはカタールの入札と、ワーナーとの関係を調査している。
FIFAの主要なスポンサーであるソニー、アディダス、Visa、コカコーラの4社は、FIFAに対し調査を求めた。「サンデー・タイムズ」は数百万の秘密書類の情報に基づいて贈収賄について報じた。FIFAのジム・ボイス副会長は、汚職疑惑が証明されれば新しい開催地を見つけるために再投票をサポートすると述べている。

### 人権問題

#### 移民労働環境
カタールでは他の湾岸諸国同様に移民労働者の割合が多く、2018年時点で人口の87％以上を移民が占めているとされる。移民労働者に対する抑圧的な管理方法は、以前から問題視されてきた。これに対し、カタール政府は移民労働者への制限を緩和してきた。2013年には「ガーディアン」が出稼ぎ労働者の権利問題を報じ、多くの労働者が食物と水を許されない劣悪な環境下ではワールドカップ開幕までに最高で4,000人の労働者が亡くなると推定した。開幕が近づくにつれ批判も大きくなり、オランダ代表のルイ・ファン・ハール監督や元ドイツ代表のトニ・クロースもカタールでの開催を間違いだと発言した。さらに、2021年3月にはガーディアンが、2010年から2020年後半までにインド、ネパール、バングラデシュ、スリランカ、パキスタンからの移民労働者少なくとも6,500人がカタールで死亡したと報じた。アムネスティ・インターナショナルはカタール当局が公表している外国人死者数15,021人という数字を示した。ただし、これらは「カタールにおける死者数」であり、ワールドカップ関連に限定した数字ではない。開幕直前になるとメディアなどにこの数字が取り上げられるようになり、中には「ワールドカップ会場建設で6,500人死亡」と変換されて誤情報も拡散した。
これに対しカタール政府はそれらの死者が全員、W杯関連プロジェクトで働いていたわけではないとし、総数は誤解を招くと主張した。2014～2020年にW杯スタジアムの建設現場で死亡したのは37人で、そのうち「業務関連」で亡くなったのは3人に過ぎないとしている。インファンティーノFIFA会長は欧米人の批判を「偽善に過ぎない」と非難した。
これに抗議する意味で、ヨーロッパの多くの国では、地元国が出場する試合のパブリックビューイングでの応援イベントが取りやめられている。

#### 性的マイノリティへの扱い
カタールは同性愛を法律で禁止しているため、国際的な批判を集めるようになった。ヒューマン・ライツ・ウォッチによれば、カタール国内のLGBTQ+コミュニティーの中には拘束される人もおり、 最近では９月にも拘束されたケースがあったという。さらに、複数のトランスジェンダー女性が転向療法を強制されたとして当局を告発したが、カタール当局は転向療法を認可・運営していないと否定している。開幕前には、大会アンバサダーが、同性愛が禁止されているのは「精神の傷だからだ」と発言し、非難を受けた。イングランド主将のハリー・ケインやドイツ主将のマヌエル・ノイアーなどは多様性と包括性を推進する運動の一環として、「OneLove（一つの愛）」のメッセージと虹色のハートマークが描かれたキャプテンマークの腕章を試合で着用することを表明したが、FIFA未承認の衣類を身につけることは規定に反しており、罰則を受ける可能性があるため断念した。

## 大会公式スポンサー

### FIFAパートナー
- アディダス
- コカ・コーラ
- 大連万達グループ
- 現代自動車グループ
- カタール航空
- カタールエナジー
- Visa

### FIFAワールドカップスポンサー
- バドワイザー
- Byju's
- クリプト・ドットコム
- ハイセンス（TVS REGZA含む）
- マクドナルド
- 蒙牛乳業
- Vivo

### リージョナルサポーター

#### アジア・太平洋地域
- BOSS直聘
- ヤディア

#### 中東・アフリカ地域
- ファイン・ハイジェニック・ホールディング[119]
- GWCロジスティックス
- ooredoo
- カタール国立銀行

#### 欧州地域
- カイゼン・ゲーミング（BETANO、Stoiximan）[120]
- グロバント（北米地域も含む）[121]
- サウジアラビア政府観光局（Visit Saudi）
- YouTube（YouTube ショート）[119]

#### 北米地域
- アルゴランド（欧州地域も含む）
- フリトレー
- ラスベガス観光局（Visit Las Vegas）[119]
- The Look Company（中米地域も含む）

#### 南米地域
- Claro
- Inter Rapidísimo
- ヌーバンク
- UPL

## 公式マスコット
- ライーブ（アラビア語: لعّيب、La'eeb）- 歴代のFIFAワールドカップ公式マスコットが暮らす「マスコットバース」からやって来た、アラビア風頭巾（クーフィーヤ）をモチーフにしたマスコット。名前の由来はアラビア語で「超一流のサッカー選手」という意味。マスコットの発表は2022年4月1日にドーハで行われたグループリーグ組み合わせ抽選会でお披露目された[122]。